# Gare de Luc (Lozère)
Pour les articles homonymes, voir Gare de Luc.
La gare de Luc (Lozère) est une gare ferroviaire française de la ligne de Saint-Germain-des-Fossés à Nîmes-Courbessac (dite aussi ligne des Cévennes), située sur le territoire de la commune de Luc, dans le département de la Lozère en région Occitanie. Officiellement, elle est appelée « Luc (Lozère) » sur les documents officiels et certains documents commerciaux.
C'est une halte ferroviaire de la Société nationale des chemins de fer français (SNCF) desservie des trains TER Occitanie.

## Situation ferroviaire
Établie à 971 mètres d'altitude, la gare de Luc est située au point kilométrique (PK) 599,246 de la ligne de Saint-Germain-des-Fossés à Nîmes-Courbessac, entre les gares de Langogne et de La Bastide - Saint-Laurent-les-Bains.

## Histoire
Elle figure dans la nomenclature 1911 des gares, stations et haltes, de la Compagnie des chemins de fer de Paris à Lyon et à la Méditerranée, c'est une gare dénommée Luc (Lozère). Elle porte le no 4 de la ligne de Moret-Les-Sablons à Nîmes (9e section). Elle dispose du service complet de la grande vitesse (GV), « à l'exclusion des chevaux chargés dans des wagons-écuries s'ouvrant en bout et des voitures à 4 roues, à deux fonds et à deux banquettes dans l'intérieur, omnibus, diligences, etc. » et du service complet de la petite vitesse (PV) avec la même limitation.

## Service des voyageurs

### Accueil
Halte SNCF, c'est un point d'arrêt non géré (PANG) à entrée libre.

### Desserte
Luc est desservie par des trains TER Occitanie, qui effectuent des missions entre les gares de Clermont-Ferrand, ou de Langogne, et de Nîmes.

### Intermodalité
Un parking est aménagé. La gare est desservie par des cars liO, qui renforcent la desserte entre les gares de Langogne et de La Bastide - Saint-Laurent-les-Bains ou de Mende.

Installations de la gare
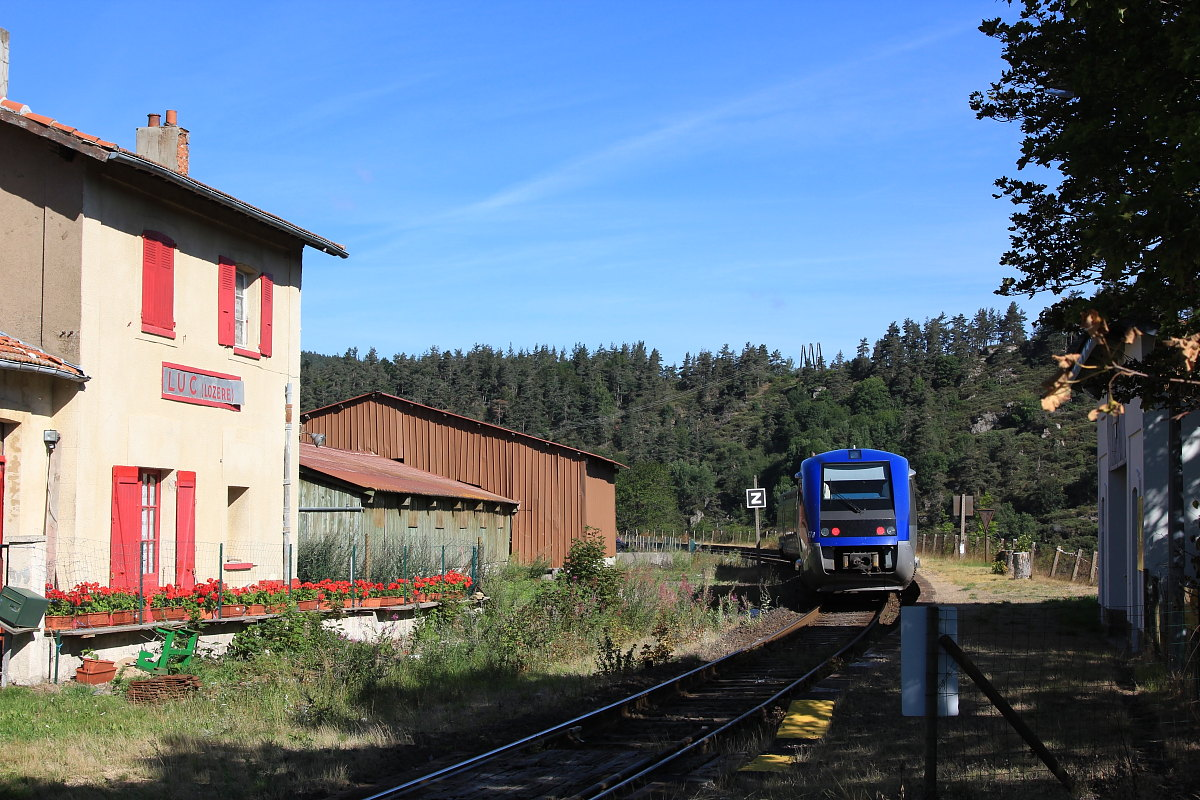
Deux X73500 franchissent sans arrêt la gare de Luc en 2011.
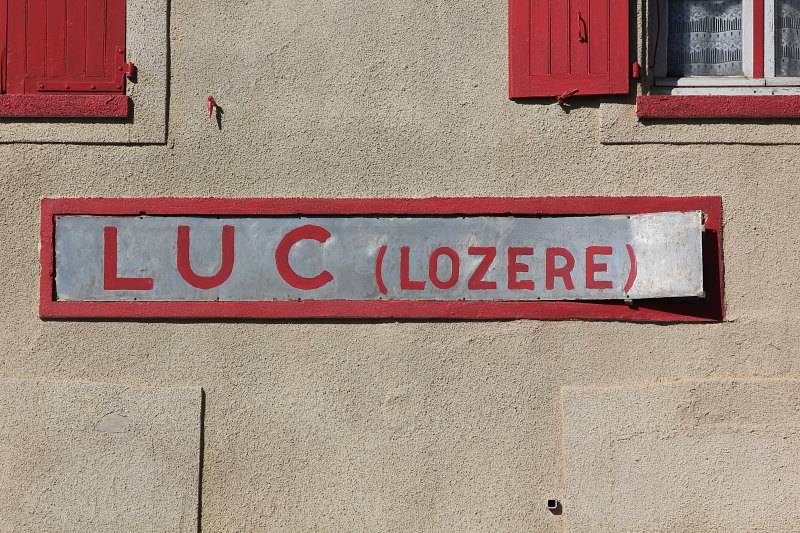
Plaque nominative sur le fronton du bâtiment voyageurs.